# Gerry Druyts
Gerry Druyts (Wilrijk, Anvers, 30 de gener de 1991) és un ciclista belga, professional des del 2014. Actualment corre a l'equip Pauwels Sauzen-Vastgoedservice.
Les seves germanes Kelly, Jessy, Demmy i Lenny també es dediquen professionalment al ciclisme.